# Vidalhac
|  | Per a altres significats, vegeu «Vidalhac (Cruesa)». |

Vidalhac (occità) o Vidaillac (francès) és un municipi francès, al departament d'Òlt i a la regió d'Occitània.

## Demografia
| 1962                                       | 1968 | 1975 | 1982 | 1990 | 1999 | 2007 |
| ------------------------------------------ | ---- | ---- | ---- | ---- | ---- | ---- |
| 141                                        | 161  | 169  | 161  | 166  | 160  | 166  |
| Des de 1962: població sense dobles comptes |      |      |      |      |      |      |

## Administració
| Període   | Identitat           | Partit |
| --------- | ------------------- | ------ |
| 1947-1965 | Arnold Dochain      |        |
| 1965-1977 | Claude Colon        |        |
| 1977-1983 | Jacqueline Roussiés |        |
| 1983-2001 | Joël Dochain        |        |
| 2001-2002 | André Colon         |        |
| 2002-     | Francis Teulier     |        |